# 방철린
방철린(方喆麟, 1948년 12월 1일~)은 대한민국의 건축가이다. 현 건축그룹칸 종합건축사사무소(주)의 대표이고 2000년부터 2016년까지 한양대학교 건축대학원/건축학부 겸임교수를 역임하였으며 2012년부터 2016년까지 서울특별시 공공건축가로 활동하였다. 대표작으로 미제루(1999), 탄탄스토리하우스(2007), 제주스테이비우다(2013)가 있다.

## 생애 및 경력
1948년 12월 1일 대전광역시에서 태어났으며, 1960년 초에 상경하여 서울중학교와 서울고등학교를 졸업하고, 한양대학교에서 건축을 전공하였다. 당대 건축계의 석학이며 한국 근대건축가(Modernist) 1세대인 박학재 교수를 비롯한 이해성, 유희준 교수로부터 건축교육을 받았다. 군 제대 후 공간연구소에서 근무하며 건축가 김수근의 대표작인 공간연구소사옥 등의 건축 작업을 하면서 건축가 김수근의 영향을 받았고, 정림건축에서 10여 년간 신라대학교 캠퍼스와 설계경기로 당선된 부산문화방송사옥, 대덕과학문화센터 등을 디자인하였다.
1990년 결성된 4.3그룹의 발기멤버로 활동하였고, 1991년 인.토(人.土)종합건축사사무소를 설립하였으며, 1992년 4.3그룹건축전과 2회에 걸친 4.3그룹작품집 출간을 하였다.
한양대학교와 한양대학교 건축대학원, 건국대학교건축대학원, 중앙대학교건축대학원, 서울시립대학교, 동국대학교 등에서 강의하였다.
1998, 1999년 한국건축가협회 특별전인 ‘한국건축가 초대전’ 의 전시대상과 방법의 개혁으로 주목과 함께 이후 전시형식에 영향을 끼쳤고, 2009년 건축가모임 한길회 주최 '한국건축의 모더니즘 작동성'(예술의 전당) 등의 전시기획을 하였으며, 4회에 걸쳐 MOA Gallery에서 열렸던 세계 건축가 드로잉전(展)에 참가하였다. 또 한국건축문화의 해였던 1999년에는 한국건축문화의 해 조직위원회 기획조정위원회 위원으로 활동하면서 ‘한국건축100년전’ 행사위원장 자격으로 과천 국립현대미술관에서 한국 근대화시기부터 현대에 이르는 한국건축의 100년 역사와 변천된 한국건축의 모습을 한눈으로 볼 수 있도록 정리하고 전시하여, 한국 건축의 성공적 홍보성과로 대통령 표창을 받았다.
서울시 공공건축가로 활동하였으며 대한민국공간문화대상 심사위원장, 대한민국건축문화제 아천상 심사위원장, 국제청소년공간대전 심사위원장, 한국농어촌건축대전 심사위원장, 부산국제건축대전 심사위원장직을 지냈다.
2006년에는 회사의 위치를 옮기면서 회사명을 건축그룹칸 종합건축사사무소로 바꿨고, ‘제주스테이 비우다’ 한 작품을 가지고 2014년 한국건축문화대상 대상(대통령상)과 한국건축가협회작품상 그리고 아시아건축사협의회에서 아시아지역 우수건축에 시상하는 2016년 아카시아건축상 금상을 받았다.
또한 2016년 한중일 3개국 건축가가 참가하는 로쿠스디자인 포럼 주최 국제서축전(國際書築展)에 참가하여 건축철학의 책으로의 표현도 연구하였다.

### 경력
- 서울고등학교 졸업
- 한양대학교 공과대학 건축공학과 졸업
- 공간연구소
- (주) 정림건축
- 1983                 건축사(#2508)
- 1991 ~ 1992       인·토 건축연구소 대표
- 1992 ~ 2006       (주) 인·토 종합건축사사무소 대표이사
- 2006   ~ 현재     건축그룹칸 종합건축사사무소(주) (회사명칭변경)대표이사

### 주요 작품
- 연남동스텝(1995)[11][12]
- 한동대학교기숙사(1997)
- 하늘마당II(1998)[13][14]
- 미제루(1999)[2]
- 원주제일감리교회수련원(2002)
- 논현동수산빌딩 (2003)
- 산빛마당(2003)[15]
- 연하당(2003)[16]
- 교육과학사사옥(2005)
- 중앙입시교육연구원(2006)
- 북이십일사옥(2006)
- 탄탄스토리하우스(2007)[3]
- 덕윤웨이브사옥(2009)
- LONE PEBBLE(2010)
- 제주스테이비우다(2013)[10][4]
- 매송헌(2014)[17]

### 교육
- 1990 ~ 1999       한양대학교, 중앙대학교대학원, 서울시립대학교, 동국대학교 강사
- 2004 ~ 2008       건국대학교 건축전문대학원 겸임교수
- 2000 ~ 2016        한양대학교 건축대학원/건축학부 겸임교수

#### 사회활동
- 1990.  4.  3.         4.3그룹결성
- 1996 ~ 1998       월간지 '건축사' 편찬위원장
- 1998 ~ 1999       99 건축문화의 해 「 한국건축100년전 」[9] 행사위원장,
- 2003 ~ 현재       대한민국 명예건축가
- 2004 ~ 2006       한국건축가협회 부회장
- 2009                 대한민국건축대전 운영위원장
- 2010                 한국농어촌건축대전 심사위원장
- 2012 ~ 2016       서울특별시 공공건축가
- 2013 ~ 2014       제 8, 9회 대한민국공간문화대상 심사위원장
- 2015                 한국건축가협회 KIA Gold Medal 심사위원
- 2016                 한국건축가협회 특별상 아천상 심사위원장
- 2016                 부산국제 건축대전 국제일반공모전 심사위원장
- 2016                 국제청소년 공간대전 심사위원장

### 기획·전시
- 1992                「4·3 GROUP」 건축전
- 1994 ~ 2002      건축가단체 「한길회」 국내외 문화유산답사 기획(9회)
- 1998, 1999        대한민국 건축대전 초대작가전 기획(한국건축가협회 건축설계분과위원장)
- 1998                '99 건축문화의 해 사업기획(기획조정위원회 위원)
- 1999               「한국건축 100년」展[9](한국현대미술관)전시 기획(행사위원장)
- 2009               「한국건축의 모더니즘 작동성」(예술의 전당)전시기획[1]
- 2012 ~ 2015       국제건축가드로잉전 참가(4회)[8]
- 2016               로쿠스디자인 포럼 서축전(책과 건축사이의 '창조적 틈') 참가

### 수상
- 1999               대통령표창('99 건축문화의 해 「 한국건축100년전 」 행사위원장)[9]
- 2005               문화관광부장관 표창(건축의 날)
- 1996               한국건축가협회 작품상수상(연남동스텝)
- 1999               한국건축가협회 작품상수상(하늘마당2)[13][14]
- 2000               한국건축가협회 특별건축상 아천상수상(미제루)
- 2000               한국건축문화대상 본상수상(미제루)
- 2002               아카시아(ARCASIA;아시아건축가협의회) 우수건축상 금상수상(미제루)
- 2003               한국건축문화대상 대한건축사협회장상수상(산빛마당)[15]
- 2004               한국건축문화대상 본상수상(연하당(煙霞堂))[16]
- 2009               대한건축학회상 작품상수상
- 2014               한국건축문화대상 대상(대통령상)수상(제주스테이 비우다)
- 2014               한국건축문화대상 우수상수상(매송헌呆松軒)[17]
- 2014               한국건축가협회 작품상수상 (제주스테이 비우다)
- 2014               한국건축가협회 특별건축상 아천상수상(매송헌呆松軒)
- 2014               한국농촌건축문화대상 본상수상(제주스테이 비우다)
- 2016               아카시아건축상 금메달수상(제주스테이 비우다)[4]

## 사상
건축이 참 가치를 갖기 위해서 건축가는 건축창작 작업에 임함에 앞서 무위(無爲)가 우선적으로 사고(思考)되어야 한다는 생각을 가지고 작업하여 왔다. 건축에 있어서의 인위(人爲)적 가치는 피상적이어서 사람의 마음 속 깊이 파고들 수가 없어 영원하지 못하므로  이에 대한 욕심을 버린 상태에서 자연과 도시를 이해하고 건축을 빚어 나아갈 때 참 건축, 뿌리가 있는 건축, DNA가 살아있는 건축에 도달할 수 있으며 그렇게 하여 도출된 건축은 건축 속에 보편성과 차별성의 가치를 동시에 확보할 수 있다는 사고를 하여왔다.